# Nanopsis iuxtafuniculata
Cerithiopsis iuxtafuniculata là một loài ốc biển, động vật chân bụng trong họ Cerithiopsidae. Nó được Rolan, Espinosa and Fernandez-Garcés, mô tả năm 2007.